# Iwan Konstantinowitsch Aiwasowski

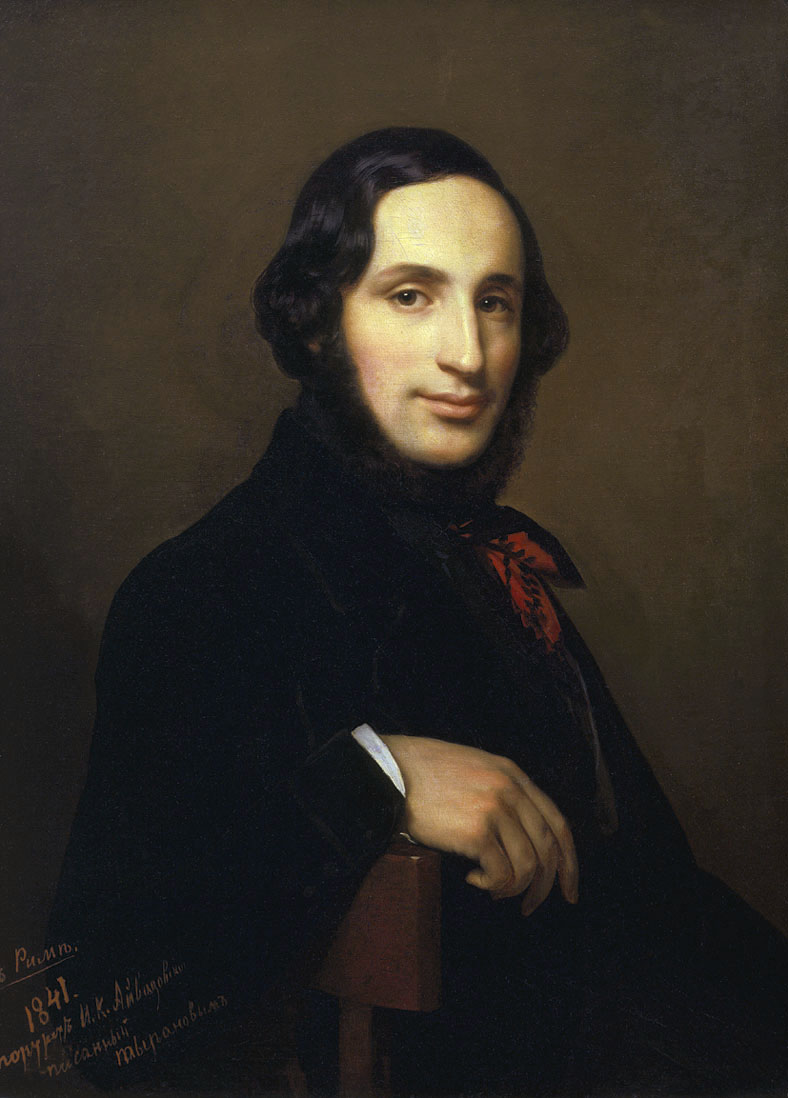
Alexei Tyranow: Aiwasowski 1841

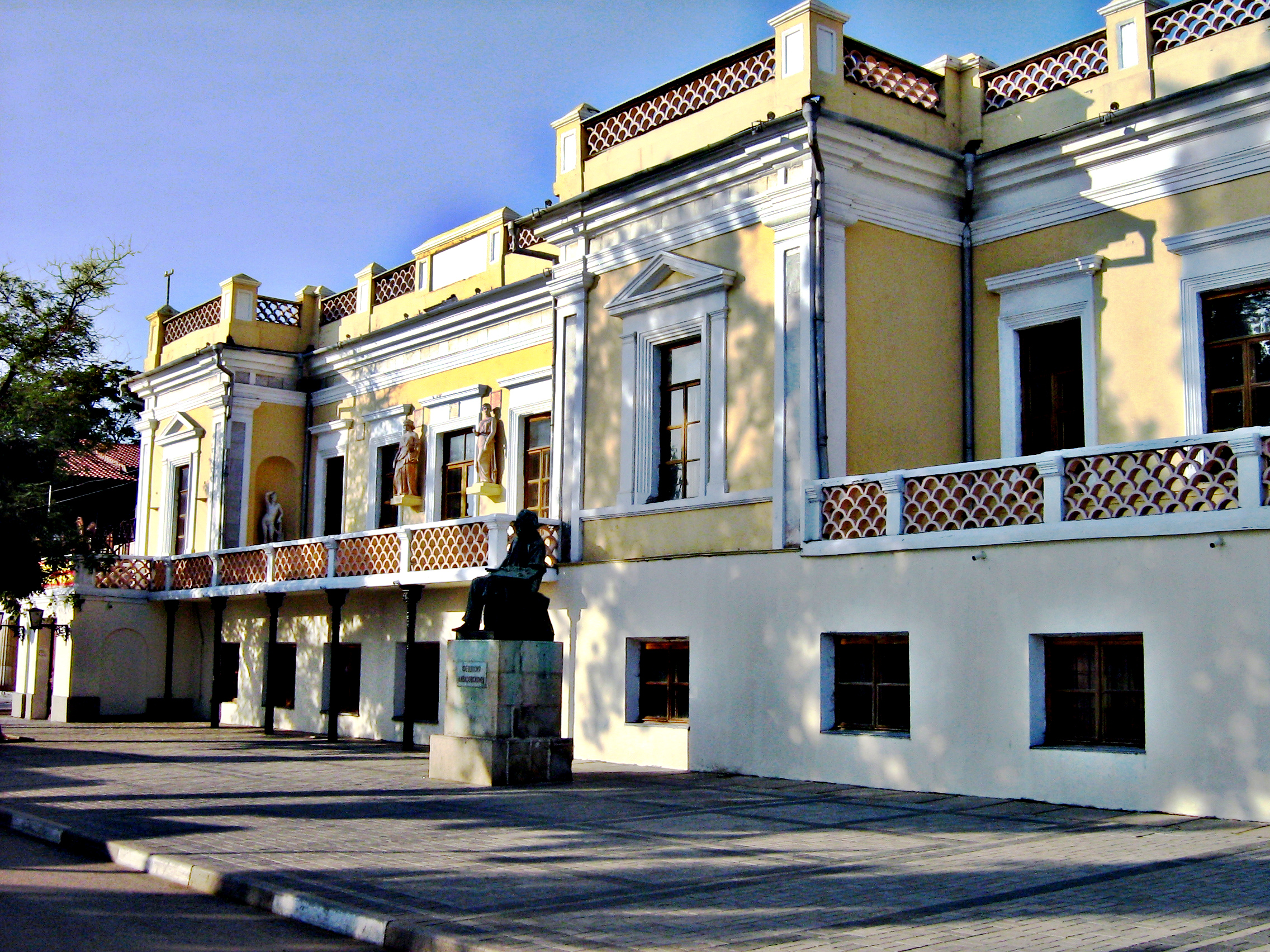
Aiwasowski Nationale Kunstgalerie Feodossija. Russisch: Feodosia-Kunstgalerie, benannt nach I.K. Aiwasowski

Iwan Konstantinowitsch Aiwasowski (armenisch Հովհաննես Կոստանդինի Այվազյան, Transliteration Hovhannes Kostandini Ayvazyan; russisch Иван Константинович Айвазовский, wiss. Transliteration Ivan Konstantinovič Ajvazovskij; * 17. Julijul. / 29. Juli 1817greg. in Feodossija, Krim, Russisches Kaiserreich; † 19. Apriljul. / 2. Mai 1900greg. in Feodossija) war ein russischer Maler der Romantik armenischer Abstammung. Sein Nachname wurde in manchen Werken auch Aiwazowsky geschrieben.
Einen Großteil seines Werks widmete er der Marinemalerei, in der sich sein persönlicher Stil unter anderem in der virtuosen Gestaltung von Licht und Schatten zeigte, wie z. B. Lichteffekte des Wassers.

## Leben und Werk

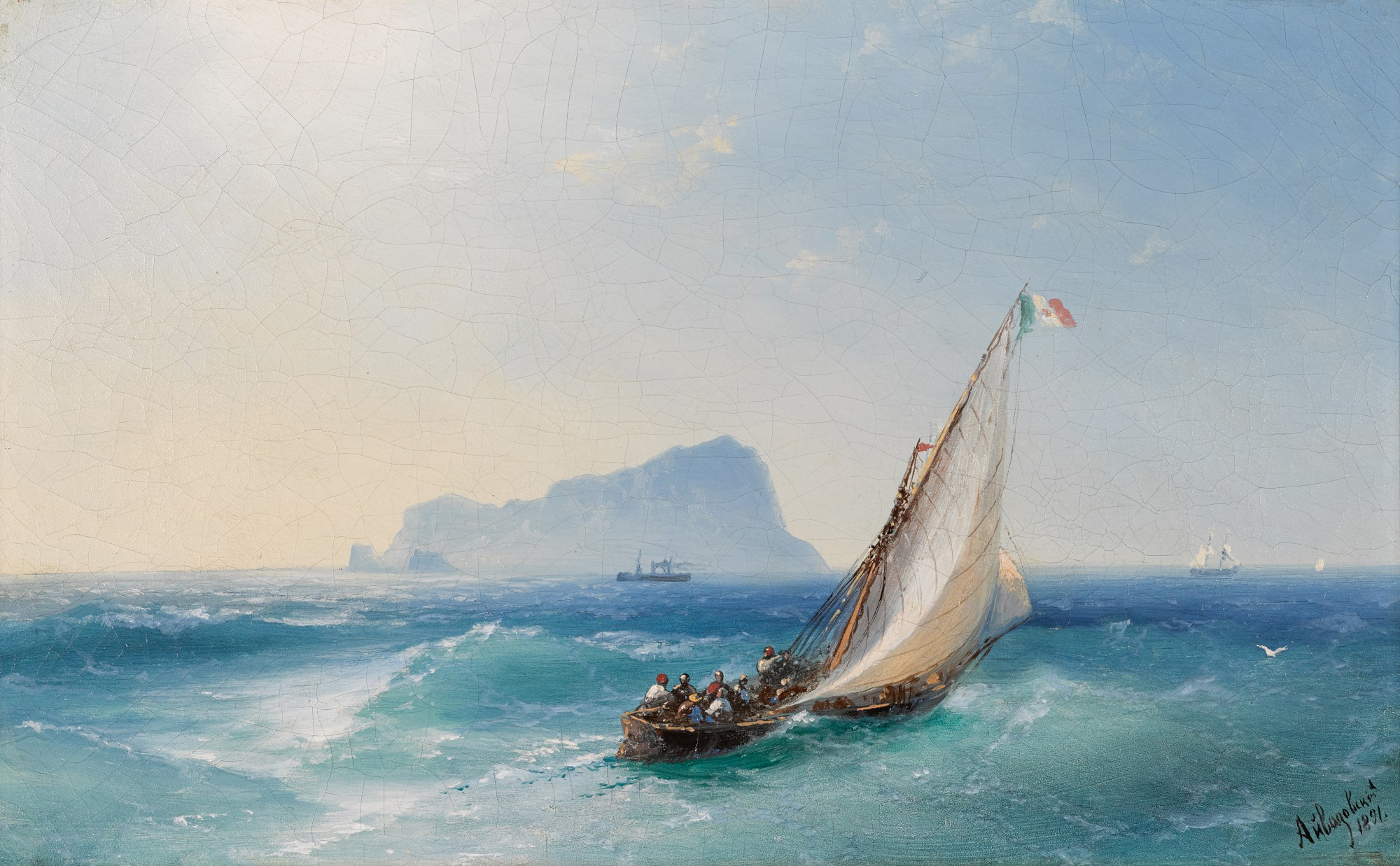
Der Golf von Neapel mit Capri, 1891

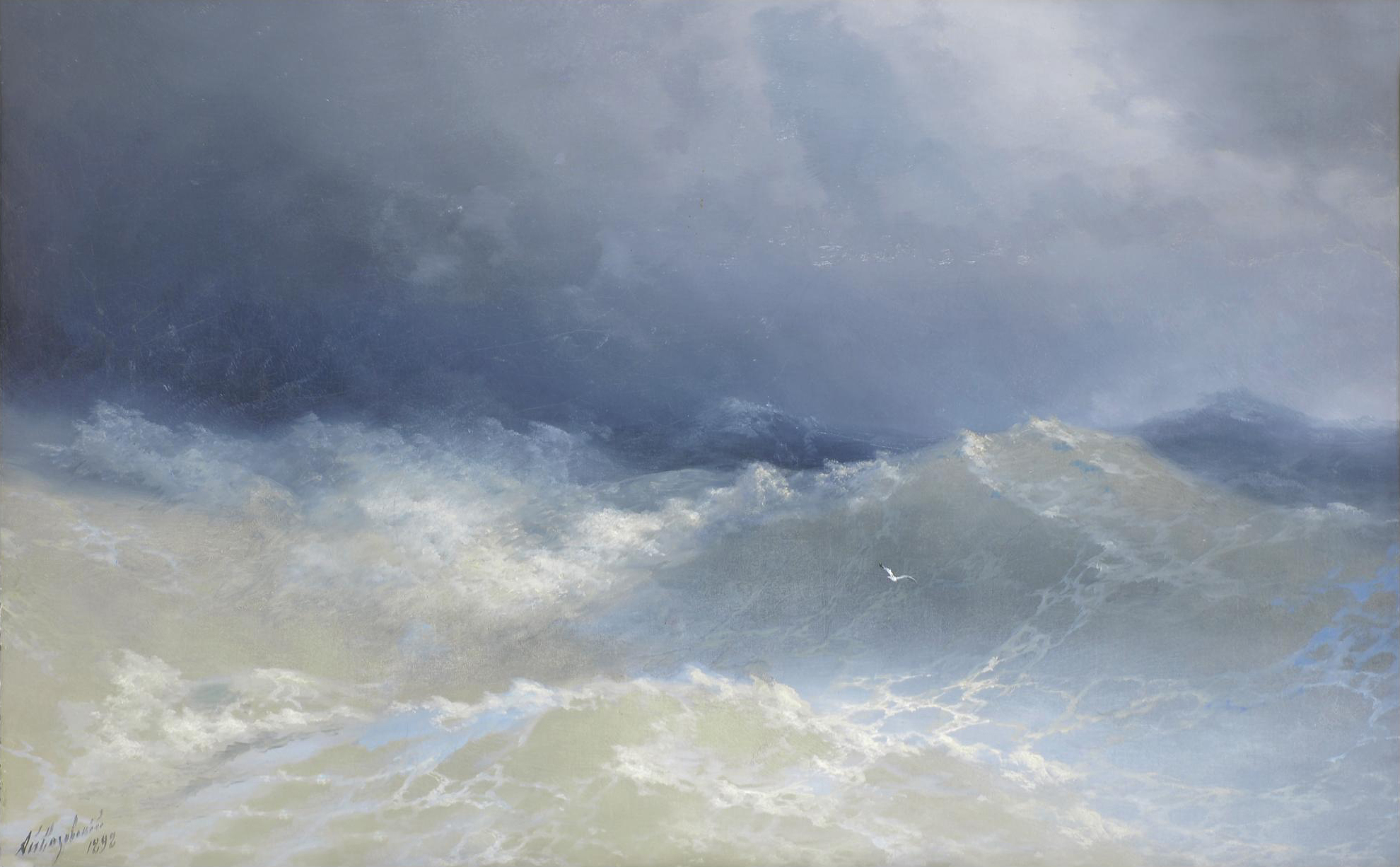
Inmitten der Wellen, 1898

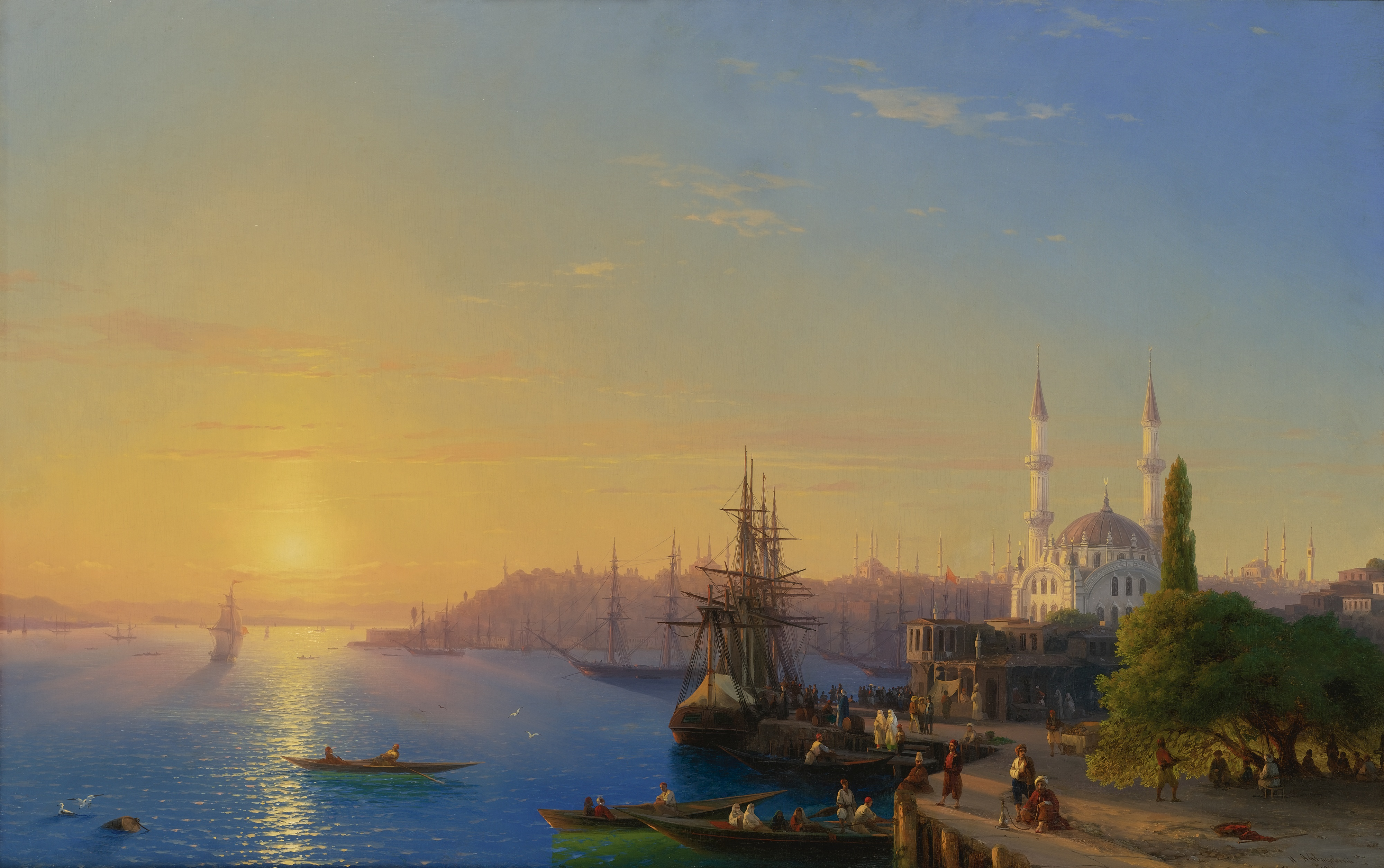
Blick auf Konstantinopel und den Bosporus, 1856

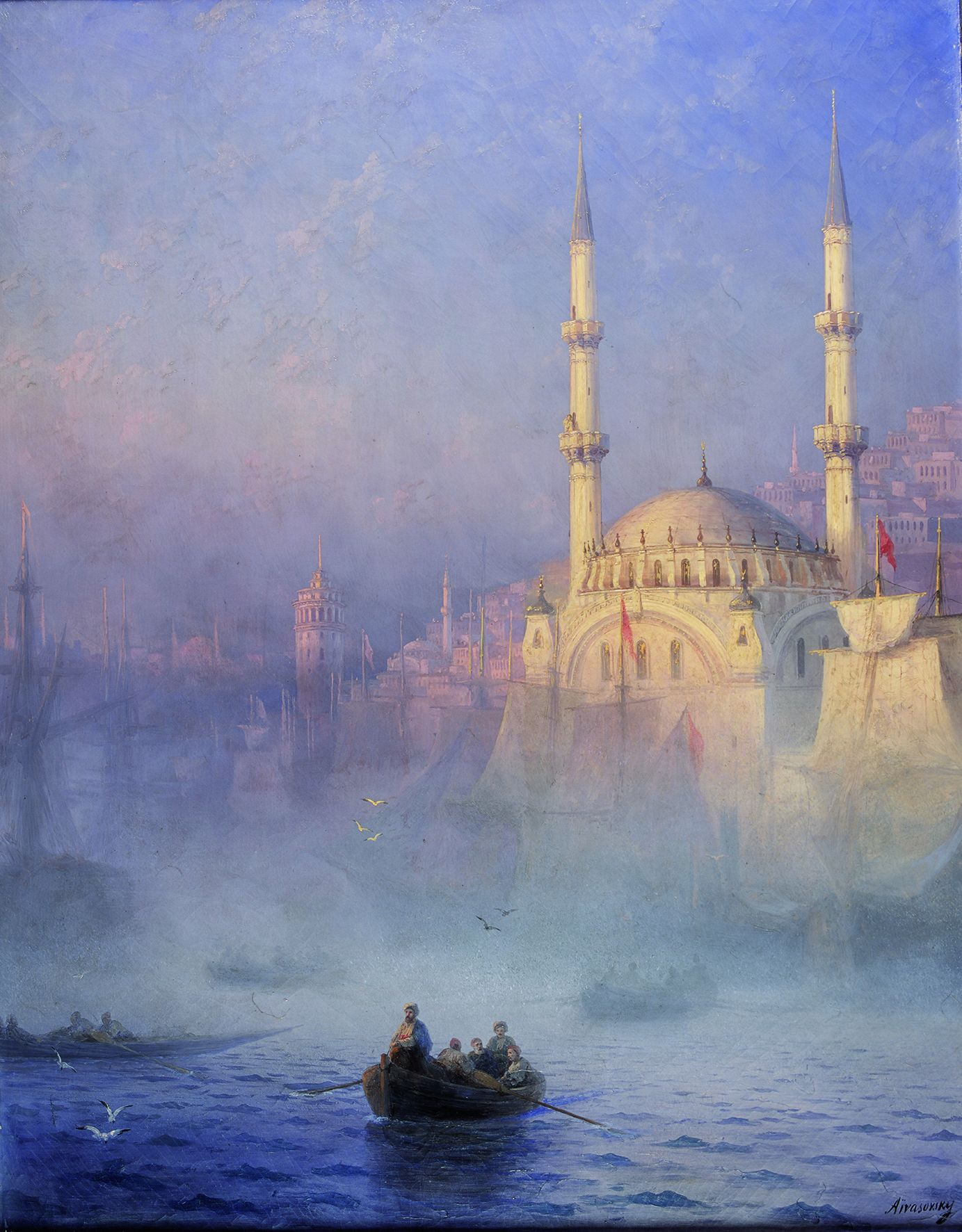
Konstantinopel, Tophane-Moschee, 1884

Aiwasowski entstammte einer armenischen Familie von der Krim, der Orientalist Gawriil Aiwasowski war sein Bruder.
Aiwasowski bekam seinen ersten Kunstunterricht durch einen Freund der Familie, den deutschstämmigen Architekten Koch. Dieser förderte ihn nach allen Kräften und vermittelte ihm die Unterstützung des Stadtkommandanten von Feodossija. Als dieser nach Simferopol versetzt wurde, nahm er Aiwasowski mit und ließ ihn dort auf seine Kosten ausbilden.
In Simferopol wurde Natalja Naryschkina, Tochter des Grafen Fjodor Rostoptschin, auf Aiwasowski aufmerksam und verschaffte ihm eine Lehrstelle im Atelier des Hofmalers Salvatore Tonci in Moskau. Dort lernte Aiwasowski den Maler Alexander Olenin kennen, der – überzeugt von Aiwasowskis Talent – für diesen erfolgreich bei Zar Nikolaus I. die Erlaubnis erbat, die Russische Akademie der Künste besuchen zu dürfen.
Mit Wirkung vom 23. August 1833 wurde Aiwasowski in der Akademie von Sankt Petersburg Schüler von Maxim Worobjow. Auf persönlichen Wunsch von Zar Nikolaus wurde auch der französische Marinemaler Philippe Tanneur Aiwasowskis Lehrer. Dieses Lehrer-Schüler-Verhältnis gestaltete sich von Anfang an als äußerst schwierig, da u. a. Tanneur einige Werke Aiwasowskis als seine eigenen ausgab.
Großzügige Hilfe und weitere Unterstützung erfuhr Aiwasowski durch den Schriftsteller Wassili Schukowski und den Historienmaler Alexander Sauerweid. Im Haus des letzteren lernte Aiwasowski den Admiral Konstantin Nikolajewitsch kennen, der sich sehr für die Werke Aiwasowskis interessierte. Die Sommermonate 1836 konnte Aiwasowski im Gefolge des Admirals Finnland bereisen und im darauffolgenden Jahr die Krim.
Ein großzügiges Reisestipendium durch den Zarenhof ermöglichte es Aiwasowski 1839, über Berlin, Dresden, Wien, Triest, Venedig und Florenz nach Rom zu reisen, um dort die antiken Meister zu studieren. Von dort aus reiste er 1840 nach Paris, wo er aufgefordert worden war, an einer Ausstellung des Pariser Salons teilzunehmen. Er kehrte im Frühjahr 1841 nach Rom zurück und besuchte im darauffolgenden Jahr London, wo er sich einige Wochen aufhielt. Seine Rückreise führte ihn über Lissabon und Madrid wieder nach Rom zurück.
1844 kehrte Aiwasowski über Amsterdam nach St. Petersburg zurück. In Amsterdam konnte Aiwasowski einer ersten großen Einzelausstellung seine Werke zeigen und wurde dafür auch von der Königlichen Akademie der Bildenden Künste in Amsterdam mit einer Goldmedaille ausgezeichnet. Anlässlich Aiwasowskis erster Audienz bei Zar Nikolaus I. nach seiner Rückkehr wurde er von diesem zum Maler des Marinestabes ernannt, mit der Erlaubnis, die Uniform der zaristischen Kriegsmarine zu tragen. Noch im selben Jahre nahm die Kunstakademie von St. Petersburg Aiwasowski als ordentliches Mitglied auf.
1846 konnte Aiwasowski wiederum im Gefolge von General Nikolajewitsch Konstantinopel besuchen und von dort aus auch für einige Wochen das Land bereisen.
Anlässlich seines dreißigsten Geburtstags wurde Aiwasowski 1847 mit dem Titel Professor geehrt. In diesem Jahr ließ er sich auch in seiner Heimatstadt Feodossija nieder, wo er sich eine Villa mit einem großen Atelier erbaute.

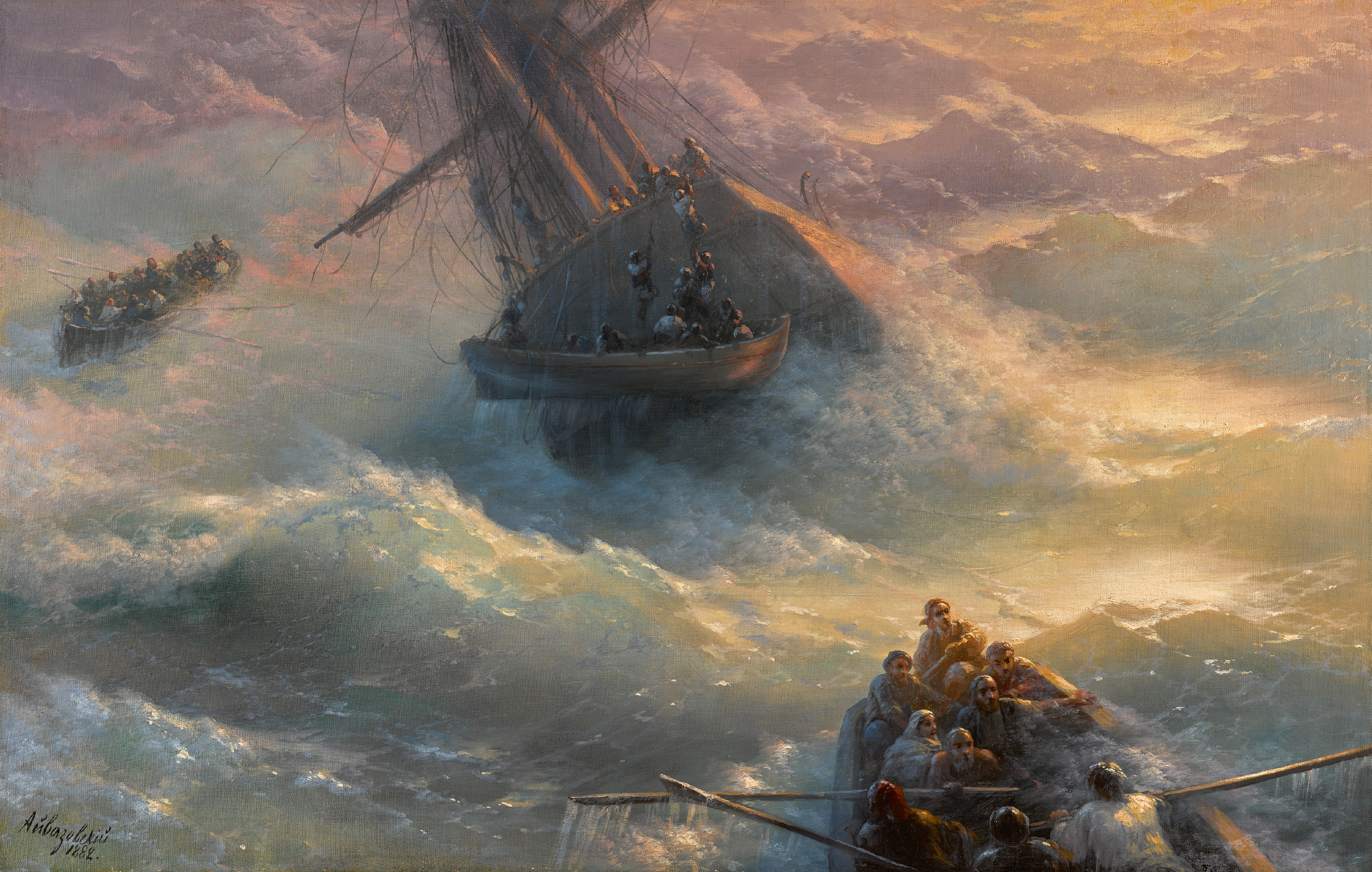
Verlassenen des Schiffs, 1882

Den Winter 1857/58 verbrachte Aiwasowski in Paris, wo er sich an einigen Ausstellungen beteiligen konnte. Auf einige dieser Werke wurde Kaiserin Eugénie aufmerksam und erwarb auch zwei davon. In dieser Zeit wurde Aiwasowski auch als Ritter in die Ehrenlegion aufgenommen. Im Frühjahr 1858 kehrte er nach Feodossija zurück und lebte dort die folgenden zwanzig Jahre, nur unterbrochen von einigen kurzen Reisen: 1867 hielt er sich in Konstantinopel auf und am 16. November 1869 nahm er in offiziellem Auftrag an der Eröffnung am Sueskanal teil; er sollte diese für den Zarenhof in einem monumentalen Gemälde festhalten.
1873 fand eine große Einzelausstellung von Aiwasowskis Werken in der Kunstakademie in Sankt Petersburg statt; eine fast identische Ausstellung fand 1875 in Nizza statt (inszeniert von der dortigen russischen Gemeinde).
Anlässlich seines 70. Geburtstages 1887 ernannte ihn die Kunstakademie St. Petersburg zu ihrem Ehrenmitglied und ließ dazu auch eine Goldmedaille prägen. In seiner Dankesrede erwähnte Aiwasowski 4000 Bilder, die er bisher geschaffen hatte.
Von da an lebte Aiwasowski zurückgezogen in seiner Heimatstadt, wo er am 2. Mai 1900 im Alter von 82 Jahren starb.
Aktivitäten für Feodossija

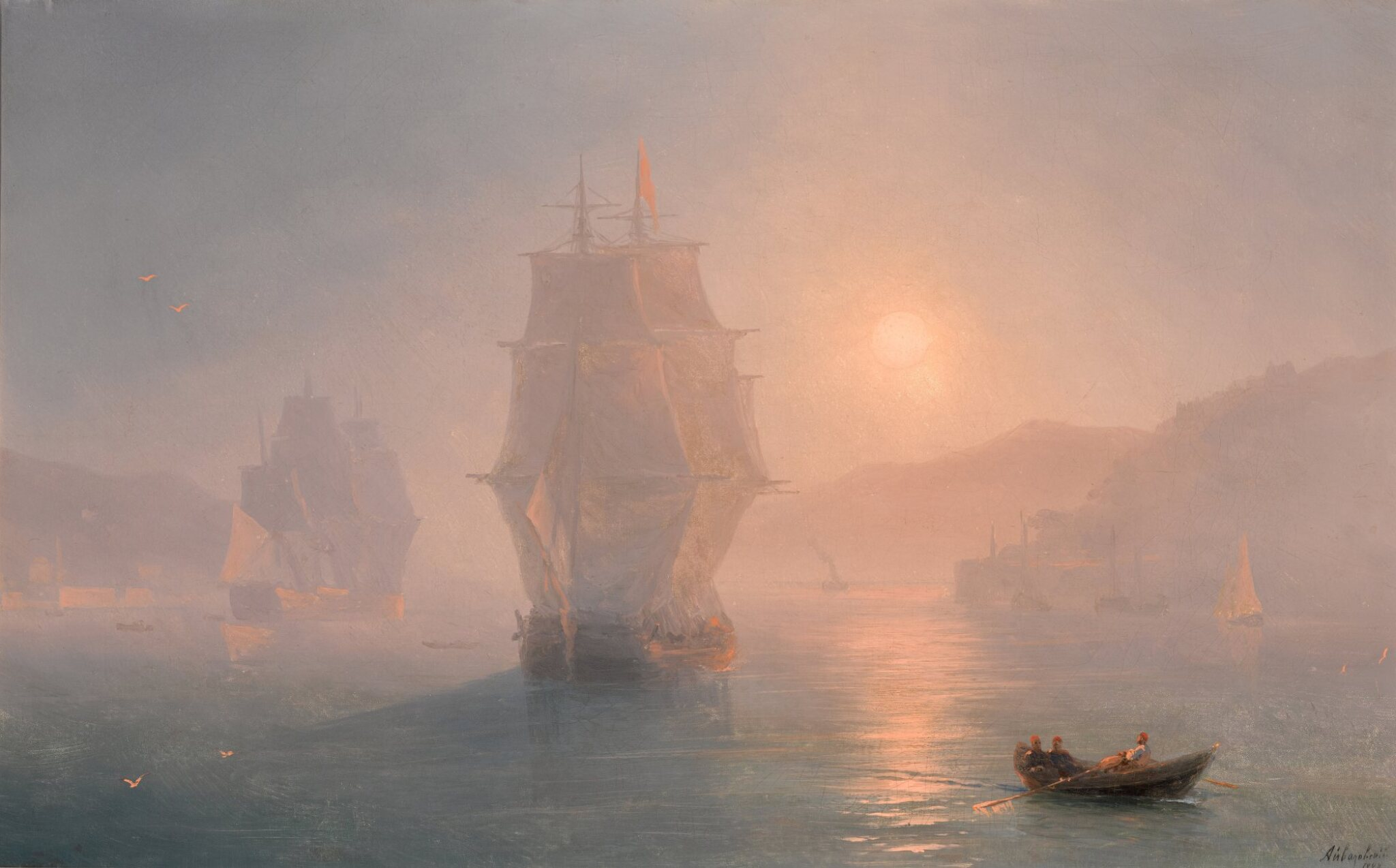
Schiffe an einem nebligen Morgen, 1888

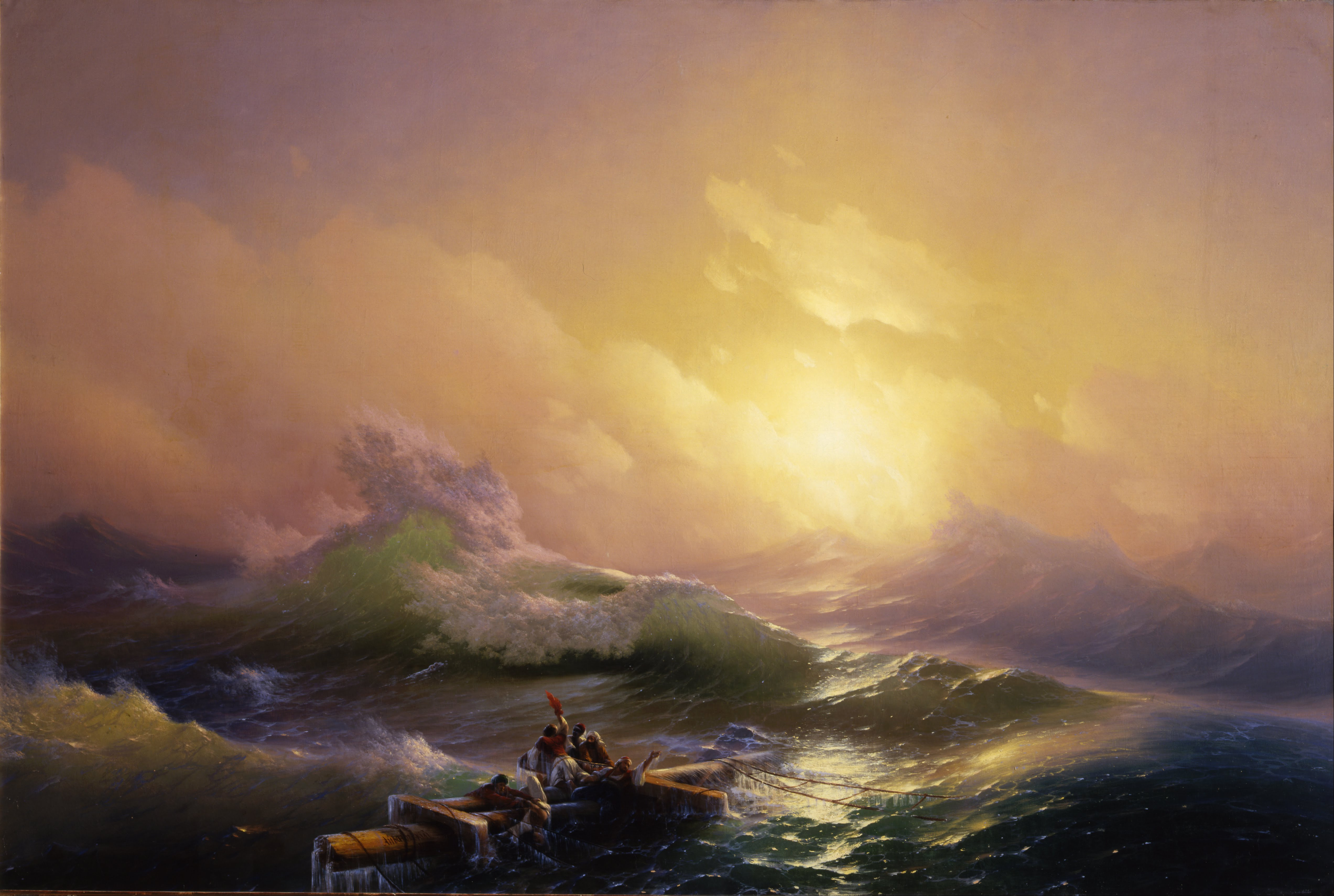
Die neunte Woge, 1850

Aiwasowski engagierte sich aktiv für die Verbesserung des heimatlichen Feodossija: Er finanzierte die Einrichtung des Archäologischen Museums und einer Kunstgalerie in seinem Haus, die heutige Aiwasowski Nationale Kunstgalerie Feodossija. Er leistete finanzielle Hilfe beim Bau des Handelshafens sowie beim Bau eines Wasserversorgungssystems und einer Eisenbahn nach Feodossija. Das Gemälde „Der erste Zug in Feodossija“ (1892, Staatliche Kunstgalerie Feodossija) widmete er dem letzten Ereignis – dem Erscheinen einer Eisenbahn in der Stadt.

## Werke (Auswahl)
- Mondscheinlandschaft in der Krim
- Sonnenaufgang in Venedig
- Sonnenuntergang am Schwarzen Meer
- Ansicht von Kertsch
- Sonnenaufgang über dem Meer
- Konstantinopel im Mondschein
- Küstenlandschaft in Italien
- Golf von Neapel (1841)
- Die neunte Woge (1850)
- Die Schlacht von Sinope (1853)
- Die Erschaffung der Welt. 1864, Staatliches Russisches Museum, Sankt Petersburg
- Die Sintflut. 1864, Staatliches Russisches Museum, Sankt Petersburg
- Nordseesturm. 1865, Aiwasowski Nationale Kunstgalerie Feodossija, Ukraine
- Amerikanische Schiffe bei den Gibraltar-Felsen. 1873, Privatbesitz (Auktion Christie’s, London, Juni 2007)
- Schlacht von Tschesme (1881)
- Die Meeresküste. 1886.
- Küstenlandschaft in Italien. 1878, Privatbesitz (Auktion Koller, Zürich, 19. September 2008)
- Die Woge. 1889, Staatliches Russisches Museum, Sankt Petersburg.
- Schiffe vor der kaukasischen Küste. 1889. (Auktion Koller, München 2015)
- Selbstporträt. 1889, Aiwasowski-Galerie, Feodossija, Krim, Ukraine
- Das Schiff MARIA im Sturm 1892
- Zwischen den Wellen. 1898, Aiwasowski Nationale Kunstgalerie Feodossija, Ukraine

## Ausstellung
- 2011: Aiwasowski. Maler des Meeres. Bank Austria Kunstforum, Wien[2]